# Регир, Пётр Петрович
Пётр Петрович Регир (1851, Мариуполь, Мариупольский греческий округ, Российская империя — 1919, Мариуполь, Екатеринославская губерния, Российская империя) — российский предприниматель и судовладелец, купец 1-й гильдии, основатель 5-й по величине судоходной компании Российской империи. Из семьи немецких колонистов. Был женат на мариупольской гречанке Ефросинье Прокофьевне. Владелец судоходной компании «Пётр Регир и сын», Торгового дома фирмы «Параходство Пётр Регир и сын».
В документах о выдаче паспортов немецким колонистам в Таврической губернии, начиная с 1848 года фиксируются Петер Регир из колонии Паство и Петер Регир из колонии Альтонау (Молочанский меннонисткий округ). Фамилия Регир (от нем. «цапля») особенно широко распространена в Баварии. Старшина немецких меноннитов-анабаптистов из Западной Пруссии и, возможный предок, Корнелиус Регир умер во время своей миссии в меноннитских колониях Хортицкой волости 30 мая 1794 года, где и похоронен. Все его родственники из поколения в поколение называют одного из сыновей Петером.
Свой стартовый капитал П.Регир заработал на торговле зерном, а начало созданию флотилии положено в 1880-х годах с приобретения колёсного парового буксира «Успех», построенного в Англии в 1872 г. Буксиры транспортировали баржи, собирали зерно по всему Азовском побережью, и доставляли на крупнотоннажные судна, стоявшие на рейде.
В 1889 году Пётр Петрович приобрёл в Англии первый грузовой пароход «Натфорд», переименованный в «Прогресс» и арендовал на три года пароход «Инженер Авдаков» у Д. А. Хараджаева. Эти суда были предназначены для перевозки угля из Мариуполя в порты Чёрного моря и Константинополь. Компания «Пароходство Регира П. П.» регистрируется в том же году в Петербурге (ул. Гоголя, 21). Прибыли этой компании, позволили П. П. Региру уже в 1891 г. стать купцом первой гильдии.
Участие в прибыльном угольном бизнесе и деловые связи с директором Рутченковского Горнопромышленного общества, председателем Совета горнопромышленников Юга России Николаем Степановичем Авдаковым способствовали быстрому росту пароходства. В 1893 в Англии был приобретён второй пароход «Фенклиф», переименован в честь сына на «Пётр Регир», а в 1898 там же — пароход «Ебчорч», переименованный в честь дочери «Мария Регир». В 1897 в Бердянске был построен двухмачтовый галеас «Ольга». В 1901 в Англии был приобретён с колёсный пароход «Анандейл», переименованный в «Протектор», который использовался для аварийно-спасательных и буксирных работ.
В начале XX в. устаревший «Прогресс» и «Пётр Регир» были проданы, а вместо них построены в 1904 гг. — «Инженер Авдаков», в 1905 гг. — «Новороссия» (Англия, Сандерленд) и «Малороссия» (Николаев). В 1907—1908 гг. В Англии были приобретены «Порт Виктория» и «Троян» (переименованы в «Белоросию» и «Великороссию»), на Дальнем Востоке — «Селенга» (переименован в «Бессарабию»). В 1912 компанией Регира были приобретены: в Англии — грузовой пароход «Леутс Касл» (переименован в «Россию») и пароход Российского общества вывозной торговли «Экспорт».
Таким образом, мариупольское пароходство пополнилось крупными судами, которые ремонтировались исключительно на судоремонтном заводе при пароходстве и перевозили каменный уголь, лес и зерно по Чёрному, Средиземному и Балтийскому морям. В частности, ими ежегодно перевозилось до 100 тысяч тонн донецкого угля в порты городов Петербург, Кронштадт, Ревель, Либава. В компании была собственная артель грузчиков для загрузки иностранных судов.
30 декабря 1911 года для расширения дела утверждается устав «Русского общества коммерческого пароходства» (Russian Commercial Steam Ship Co.) под начало которого передаются пароходы «Белоросия», «Великороссия», «Новороссия» и «Экспорт»), основанного «для продолжения и развития принадлежащих Петру Петровичу Региру и сыну его, Петру Петровичу Региру, пароходных предприятий, для перевозки пассажиров и грузов между русскими и иностранными портами …». П. П. Регир владел контрольным пакетом акций и был председателем правления, его сын Пётр Регир-младший — директором-распорядителем. Главная контора компании находилась в Одессе, а правление — в Санкт-Петербурге. Пётр Петрович Регир-младший, окончил Рижский политехнический институт в 1903 году со званием кандидата коммерции первого разряда. В 1913 основной капитал компании составлял 1 млн руб. (4000 акций по 250 руб.), баланс — 1 542 304 руб., дивиденд — 14 %. Правление: П. П. и П. П. мл. Региры, А. Я. Фельдман (надворный советник, потомственный почётный гражданин, состоял в правлениях десяти российских компаний). Архив делопроизводства Русского общества коммерческого пароходства 1912—1917 годов сохранился в Российском государственном историческом архиве.
П. П. Регир был не только успешным предпринимателем. Несмотря на свою занятость, он принимал активное участие в различных сферах общественной жизни Мариуполя: был членом портового присутствия, а также был директором Уездного отделение Губернского тюремного комитета.
Активную роль в делах пароходства играл П. Регир-младший. Он был членом правления Черноморского Общества взаимного страхования судовладельцев, организовал Ассоциацию судовладельцев Азово-Черноморья, возглавлял Комитет Съездов судовладельцев, был участником Одесского Черноморского яхт-клуба.
В ежегодном международном морском справочнике за 1912 г., издаваемым Ассоциацией «Регистр Ллойда», на стр. 546, 547 описаны персональные флаги и знаки на трубах судов судоходных компаний П.Регира «Пётр Регир» (Одесса-Рига) и «Русского общества коммерческого пароходства» (Одесса).
С 1915 компания носит имя «П. Регир и сын» (Peter Regier & Son of Odessa and Mariupol).
Судьба этого человека, добившегося незаурядных успехов на своём поприще, оставила яркий след на беспристрастных страницах истории. За 23 года без какой-либо поддержки со стороны правительства он сумел создать крупнейшую судоходную компанию в России, занявшую пятое место по тоннажу среди отечественных пароходств.
Порт на реке Кальмиус, где стояла часть судов Регира — это пространство между озером Домаха, морем и рекой, которая в те времена называлось Биржей. По берегу речки возвели высокую набережную и соорудили пристань, теперь в этом месте берёт своё начало Итальянская улица, на которой находится знаменитый дом Регира. Порт принимал небольшие суда, в том числе и пассажирские. До открытия нового морского торгового порта через речной порт шёл вывоз хлеба, рыбы, леса.
18 июня 1905 восставшие моряки с броненосца «Потёмкин» под руководством боцмана Мазурака силой захватили в Одесском порту пароход «Пётр Регир» и отбуксировали его для перегрузки угля к своему кораблю. 120 тысяч пудов угля с «Петра Регира» впоследствии позволили броненосцу без проблем добраться до румынского порта Кюстенджи, а затем плыть в Феодосию.
В феврале-марте 1915 по военно-судовой повинности пароходы «Инженер Авдаков», «Малороссия», «Белороссия», «Протектор» и «Бессарабия», принадлежащие Петру Региру, были привлечены в распоряжение командующего транспортной флотилии Чёрного моря. «Мария Регир» и «Россия» проданы соответственно в 1913 и 1915. В 1917 г. немецкой подводной лодкой был потоплен «Экспорт».
В преддверии революционных перемен своё состояние Региры успели перевести за границу. Дети — сын Пётр Регир-младший и дочь Мария — жили в роскошных виллах далеко за пределами беспрестанно штормящей страны. Сам же Регир-старший, сын немецких колонистов, не стал искать новую родину. Есть версия, что П. Регир был выгнан «красными» из своего же особняка. По слухам, в его дворе он и жил, пока в 1919 году город не заняли «деникинцы». В этом же году он и скончался — то ли от голода, то ли от шальной пули. Точная причина его гибели до сих пор неизвестна.
Потеряв свою жизнь, Пётр Регир продолжал опосредованно спасать жизни другим: множество участников белого движения обязано жизнью именно пароходу «Пётр Регир», на котором осуществлялась эвакуация врангелевцев из крымской Феодосии в Константинополь.
П. Регир-младший был женат на дочери богатого домовладельца из Одессы Ольге Игнатьевне Ивановой. В 1919 г. он перенёс деятельность фамильной компании Региров в Лондон, где пароходство было зарегистрировано под названием «Регир шиппинг компани» (Regier Shipping Co. LTD), состояла из дочерних предприятий «Старлайт стим шиппинг компани» (STARLIGHT STEAMSHIP COMPANY Limited, просуществовала до 1925) и «Англо-коммершиал шиппинг компани» (Anglo-Commercial Shipping Co. LTD, просуществовала до 1927 г.). С 1929 года функционировала компания «REGIER SHIPPING COMPANY Limited».
В управлении этих компаний находились, например, такие судна, как:
- «Россия» (до 1920)[45],
- «Thamesmede» (1925)[46],
- «Gwladys» (1924—1927)[47],
- «Doverton» (1925-27)[48],
- «Starlight» (1921-26)[49],

кроме того, возвращённые Региру-младшему Комитетом по демобилизации судов торгового флота Чёрного моря (белых) в августе 1919:
- «Новороссия»[51][52] (с 1920 под именем «Cromerton» (1919-22))[53][54],
- «Инженер Авдаков», переименованный в «Silverlight» (до 1923)[55],
- «Белоруссия» (1919-27, с 1920 называется — «Balderton»)[56],
- «Бессарабия» (возвращена в 1919, переименована в 1920 как «Greylight» (до 1925)[57][58].

Продав судна различным компаниям, Региры переехали в Швейцарию. 8 июня 1937 «The London Gazette» публикует объявление о ликвидации «REGIER SHIPPING COMPANY Limited». В качестве реквизитов владельца — Петра Регира-младшего указан архитектурный шедевр — объект культуры национального значения Вилла Карма в Кларане, предместье элитного швейцарского курорта Монтрё (кантон Во), на котором, кстати, жил и был похоронен родственник Марии Регир по мужу, Владимир Набоков.
Дочь Регира-старшего, Мария, вышла замуж за барона Анатолия Александровича фон Фальц-Фейна, племянника Ф. Э. фон Фальц-Фейна, основателя заповедника «Аскания-Нова» и Лидии Фальц-Фейн-Набоковой-Пейкер. У её мужа были общие интересы со своим свояком: и А. А. Пфальц-Фейн, и П. П. Регир-мл. состояли в комитете Черноморского одесского яхт-клуба (1913). Супруги по состоянию на 1919 год уже проживали в Швейцарии, где умерли и похоронены. Детей в браке не было.
После революции и гражданской войны пароходство и завод по строительству и ремонту судов Регира перешли на баланс города. В 30-е годы в Мариуполе на их месте был введён в эксплуатацию Мариупольский рыбоконсервный завод. Он не прекращал работу даже во время Великой Отечественной войны. Осенью 1941 года он был эвакуирован, а после освобождения Донбасса от фашистских захватчиков Мариупольский рыбоконсервный комбинат вернулся на родную Приазовскую землю и наращивал производство на протяжении всех послевоенных советских десятилетий. В 1994 году коллектив завода приватизировал своё предприятие.
Деятельность предприятий П. Регира стала одной из составляющих становления торгового пароходства на Азовском море, традиции которого продолжило организованное в 1953 году «Черноморское государственное морское пароходство» (ЧГМП) с управлением в г. Одесса. До 1991 года хозяйство пароходства располагалось на территории УССР, РСФСР и Грузинской ССР, а в его состав входило, и Азовское управление ЧГМП в г. Мариуполь. Его наследниками стали Азовское морское пароходство и, затем, компания «Торговый флот Донбасса».
Разрушающийся дом, принадлежавший в прошлом купцу и судовладельцу Петру Региру (ул. Бондарная (сегодня — ул. Итальянская, № 12)), построен в начале XX века. В недавнем прошлом — Спецуправление треста 118 «Донбасстальконструкций».
Порт на реке Кальмиус, где стояла часть судов Регира — это пространство между озером Домаха, морем и рекой, которая в те времена называлось Биржей. По берегу речки возвели высокую набережную и соорудили пристань, теперь в этом месте берёт своё начало Итальянская улица, на которой находится знаменитый дом. Порт принимал небольшие суда, в том числе и пассажирские. До открытия нового морского торгового порта через речной порт шёл вывоз хлеба, рыбы, леса.
В 30-е годы особняк Регира переобустроили под жилой квартирный дом. В конце 60-х годов швейная фабрика имени Дзержинского (ныне «Фея») арендовала здание под общежитие. Немного позже комиссией проектно-технологического треста «Укрмонтажгорстрой» был составлен акт осмотра здания, в заключении которого говорится о его принадлежности горкомхозу и о передаче в аренду тресту «Азовстальконструкция».
В этом же заключении было принято решение об аварийности строения и о невозможности его эксплуатации без капитального ремонта. И неудивительно — стены здания имели многочисленные трещины, возникшие, судя по всему, из-за взрывной волны. В 1968 году были установлены стяжки для предотвращения увеличения трещин, заменена кровля здания и перекрытия их несущих балок. Все деревянные элементы здания были заменены на бетонные, также оно было заново оштукатурено с сохранением изначального рисунка.
В 1990-е гг. специалистами Харьковского института «Укрпроектреставрация» здание было рекомендовано внести в списки памятников архитектуры местного значения, но этого не случилось.
Собственники здания из СУ-118 «Донбассстальконструкция» продали его некоей киевской фирме, которая в 2007 году продала его одесскому ООО «Основа». Сейчас же предприятие-владелец ищет арендатора, а продать здание не имеет права из-за непогашенной кредитной задолженности. После снятия здания с баланса СУ-118 оно начало приходить в упадок и разрушаться.
В 2007 году Мариуполь посетили итальянцы Эмилио Скъенетти в рамках сотрудничества итальянской национальной ассоциации «Альпина» и ПГТУ, а также генеральный директор итальянской фирмы «In.com.impex» Бруно Палмьери. Была подана идея открыть в нашем городе Итальянский дом. Одним из претендентов оказался и дом купца-судовладельца. Но связаться с ООО «Основа» так и не вышло.
Особняк богатого купца и судовладельца П. Регира также украшен грифонами, за что получил народное название «Дом с грифонами». Дом пользуется популярностью как место экстремальных встреч представителей молодёжных субкультур и ролевиков Мариуполя.
По информации департамента по работе с активами Мариупольского городского совета, особняк Регира планируют внести в список объектов культурного наследия. Если процедура осуществится, то появится шанс на спасение здания и возрождение его былого величия.
Мариупольский краевед и историк флота Павел Людин подробно исследовал историю известного в своё время во всех портах России и многих зарубежных стран пароходства «Регир и сын», а заодно и семьи, им владевшей, и опубликовал статью в «Азовском морском альманахе» за 1996 год.
В Волгограде живёт миф о «предприимчивом немце Регире», основавшем в 1881 Царицынский пивоваренный завод, который основан на сходстве фамилии Петра Регира и местного предпринимателя.